# Onthophagus patinatus
Onthophagus patinatus är en skalbaggsart som beskrevs av Ernst Marcus 1917. Onthophagus patinatus ingår i släktet Onthophagus och familjen bladhorningar. Inga underarter finns listade i Catalogue of Life.